# Cartels and Cutthroats
Cartels and Cutthroats est un jeu vidéo de simulation économique créé par Danielle Bunten Berry et publié par Strategic Simulations en mars 1981 sur Apple II, puis porté en 1984 sur IBM PC et en 1985 sur Commodore 64. Le joueur y incarne un président de société anonyme et a pour objectif de développer son entreprise tout en luttant contre ses concurrents, contrôlés par d’autres joueurs ou par l’ordinateur. Le jeu simule une économie de marché qui prend en compte l’évolution des prix, des taux d’intérêts et des revendications salariales ainsi que les interventions de l’état ou des syndicats. À sa sortie, le jeu est salué par les critiques qui le considèrent comme le meilleur jeu de ce type et soulignent son réalisme et son intérêt éducatif dans le domaine de l’économie. La presse met également en avant le fait qu’il est, dans ce cadre, utilisé dans plusieurs lycées ou lors de stages de formation. 
Après avoir été impliqué dans la publication du jeu, Trip Hawkins, le fondateur d’Electronic Arts, contacte Danielle Bunten pour lui proposer de financer un jeu du même type. Celle-ci met alors sur pied une équipe de développement, Ozark Softscape, avec qui elle développe le jeu M.U.L.E. dont le gameplay s’inspire en partie de celui de Cartels and Cutthroats.

## Système de jeu
Cartels and Cutthroats est un jeu de simulation économique. Le joueur y incarne un président de société anonyme et a pour objectif de développer son entreprise tout en luttant contre ses concurrents, contrôlés par d’autres joueurs ou par l’ordinateur. Le jeu simule une économie de marché qui prend en compte l’évolution des prix, des taux d’intérêts et des revendications salariales ainsi que les interventions de l’état ou des syndicats.
Au début d’une partie, le joueur peut laisser l’ordinateur générer aléatoirement un scénario ou créer un scénario personnalisé. Il peut pour cela jouer sur plusieurs variables dont le type de produit vendu par la société (produit de première nécessité, produit de luxe…), l’évolution du coût de la matière première (fluctuante, aléatoire ou basé sur la demande), le taux d’inflation, la croissance économique, et la probabilité d’une crise économique. Au cours d’une partie, les entreprises des joueurs peuvent être impactées par divers événements aléatoires, comme des incendies, des grèves ou des sollicitations d’organismes de charité. Chaque tour de jeu représente trois mois. À chaque tour, le joueur reçoit d’abord un rapport sur les résultats des activités de son entreprise du trimestre précédent. Il peut ensuite planifier les activités du tour suivant en gérant les différents départements de son entreprise dont le marketing ou la recherche et développement.

## Développement et publication
Cartels and Cutthroats est programmé en Basic par Danielle Bunten Berry, qui ne travaillait à l’époque qu’à temps partiel comme développeuse de jeu vidéo. Le jeu est publié par Strategic Simulations sur Apple II en mars 1981. Il est ensuite porté sur IBM PC en 1984 puis sur Commodore 64 en 1985,.

## Accueil
À sa sortie, le jeu est salué par Robin D. Roberts, dans le magazine Computer Gaming World, qui estime que Cartels and Cutthroats est un « excellent » programme même si les joueurs occasionnels risquent de s’en lasser assez rapidement. Pour lui, le jeu est en effet plus adapté aux joueurs intéressés par les simulations économiques et qui sont donc prêts à prendre le temps de maîtriser ses différents aspects. Concernant son système de jeu, il met en avant plusieurs fonctionnalités, dont les événements aléatoires, qui d’après lui rendent le jeu plus intéressant en permettant aux joueurs d’interagir avec le programme. L’option qu’il juge la plus « rafraîchissante » est cependant celle permettant d’imprimer les rapports générés dans le jeu, méthode qu’il considère comme étant la plus pratique pour passer outre à la difficulté de les consulter sur l’ordinateur. Il ajoute également que cette fonctionnalité est « idéale » pour utiliser le jeu dans un contexte scolaire. Son principal grief concerne le manuel du jeu qui, d’après lui, constitue une bonne introduction à la micro-économie mais échoue à introduire le programme en lui-même. Il estime donc qu’il est nécessaire d’y jouer pour se familiariser avec certains de ses aspects. Dans le même magazine, Bob Proctor fait également l’éloge du jeu qu’il considère comme le meilleur jeu éducatif pour adulte sur ordinateur. Il estime en effet qu’il constitue un très bon outil d’apprentissage pour se familiariser avec les problématiques de comptabilité et de gestion d’une entreprise ou avec la théorie du libre-échange. En revanche, il met en avant quelques limitations, comme l’impossibilité de gérer plus d’un produit ou de vendre des actions pour augmenter son capital, qui selon lui simplifie le jeu par rapport à la réalité. Le journaliste du magazine Softalk met également en avant quelques simplifications par rapport à la réalité, mais juge qu’il parvient à simuler avec réalisme le résultat de chaque action en fonction des circonstances. Il conclut ainsi qu’avec Cartels and Cutthroats, Danielle Bunten a réussi à transposer le monde de la finance dans un jeu sur ordinateur. 
Dans un comparatif de plusieurs simulations économiques, David Ahl du magazine Creative Computing juge que Cartels and Cutthroats est peut-être le plus complexe de ce type sur ordinateur en expliquant qu’il prend en compte plus de paramètres et présentes les rapports d’activités de manière plus réaliste que ses concurrents. Dans une sélection de jeux éducatifs publiée en 1984, le journaliste James Delson du magazine Family Computing note que le jeu est utilisé dans plusieurs lycées pour enseigner les bases de l'économie. Il le décrit comme un jeu complexe qui entraîne le joueur à la planification et à la gestion financière tout en lui apprenant des concepts comme celui du PNB ou de la loi de l'offre et de la demande.
Enfin, lorsque le jeu est publié en France, le journaliste du magazine Jeux et Stratégie le décrit comme le « meilleur jeu économique grand public » et note qu’il est parfois utilisé comme support lors de stages de formation. Il précise néanmoins qu’il nécessite de bonnes connaissances économiques de base.

## Postérité
Après avoir été impliqué dans la publication du jeu par Strategic Simulations en 1981, Trip Hawkins a l’idée d’en créer une version amélioré. Il ne parvient cependant pas à en acquérir les droits et contacte donc directement sa créatrice, Danielle Bunten Berry, dans l'Arkansas pour lui proposer de financer un projet de jeu du même type. Après avoir accepté, Danielle Bunten met sur pied une équipe de développement, Ozark Softscape, avec qui elle développe le jeu M.U.L.E. dont le gameplay s’inspire en partie de celui de Cartels and Cutthroats.